# Пардо Састрон, Хосе
Хосе Пардо Састрон (исп. José Pardo Sastrón, 1822—1909) — испанский ботаник.

## Биография
Хосе Пардо Састрон родился 15 апреля 1822 года в теруэльском муниципалитете Торресилья-де-Альканьис в семье Хосе Пардо и Хосефы Састрон. Начальное образование получил в Вальдеальгорфе, учился латинскому языку в Торресилье. С 1837 по 1840 Пардо учился философии в Сарагосском университете, в 1841 году получил степень бакалавра. С 1841 по 1845 учился на аптекаря в Училище Сан-Викторино в Барселоне, в 1845 году стал бакалавром. В 1844—1845 Хосе также изучал ботанику и сельское хозяйство. 14 октября 1858 года Пардо Састрон женился на Бруне Фос-и-Сенли. Бруна умерла 28 июля 1868 года. Хосе Пардо длительное время работал аптекарем в Торресилье и Вальдеальгорфе, несколько лет провёл в Кодоньере и Кастельоте. В 1895 году была издана книга Хосе Пардо Catálogo o enumeración de las plantas de Torrecilla de Alcañiz, переизданная в 1902. Пардо Састрон был первым президентом Арагонского общества естественных наук. Хосе Пардо Састрон скончался 29 января 1909 года в Вальдеальгорфе.

## Растения, названные в честь Х. Пардо Састрона
- Allium pardoi Loscos, 1877
- Hieracium pardoanum Arv.-Touv. & Gaut., 1904
- Inga pardoana Harms, 1908
- Norantea pardoana Weberb. & Gilg, 1908 [syn.  Marcgraviastrum macrocarpum (G.Don) Bedell ex S.Dressler, 1999]
- Petrocoptis pardoi Pau, 1927 [syn.  Silene pardoi (Pau) Mayol & Rosselló, 1999]
- Poa pardoana Pilg., 1906 [syn.  Poa pauciflora Roem. & Schult., 1817]
- Schefflera pardoana Harms, 1908
- Sideritis ×pardoana Font Quer, 1920
- Valeriana pardoana Graebn., 1906
- Viola pardoi W.Becker, 1906